# Majske Poljane
Pour les articles homonymes, voir Blatuša.
Majske Poljane est une localité de Croatie située dans la municipalité de Glina, comitat de Sisak-Moslavina. Au recensement de 2011, elle comptait 196 habitants. Selon le recensement de 1991, cela représente 32,56% de la population d’avant-guerre.

## Sites et événements remarquables
- Célébration de la fête de la Transfiguration le 19 août[2]

- Monument aux victimes du fascisme - retiré du site et déposé dans des stockages à Glina sur décision du conseil municipal de Glina du 18 mars 1997[3]

## Résidents notables
- Đuro Kurepa
- Svetozar Kurepa
- Simeon Roksandić